# Urbanice (Hradec Králové-i járás)
Urbanice település Csehországban, a Hradec Králové-i járásban. Urbanice Lhota pod Libčany, Praskačka, Hvozdnice és Stěžery településekkel határos. Lakosainak száma 307 fő (2024. január 1.).

## Népesség
A település lakosságának változását az alábbi diagram mutatja:
| Lakosok száma | 235  | 271  | 276  | 254  | 293  | 307  | 334  | 334  | 304  | 307  |
|               | 1869 | 1890 | 1921 | 1950 | 1980 | 2001 | 2017 | 2019 | 2022 | 2024 |